# Stuart O'Keefe
Stuart Antony Alan O'Keefe  est un footballeur anglais, né le 4 mars 1991 à Eye en Angleterre. Il évolue au poste de milieu de terrain au Gillingham FC.

## Biographie
Le 31 janvier 2017, il est prêté à Milton Keynes Dons .
Le 31 août 2017, il est prêté à Portsmouth.
Le 24 août 2018, il est prêté à Plymouth.
L'11 juin 2019, il rejoint Gillingham.